# Баум, Пол
Пол Фрэнк Баум — американский математик, профессор математики в Университете штата Пенсильвания.
Наиболее известен работами связанными с гипотезой Баума — Конна.

## Биография
Учился в Гарвардском университете, где получил диплом бакалавра с отличием в 1958 году.
Окончил аспирантуру в Принстонском университете;
защитил диссертацию в 1963 году под руководством Джона Коулмана Мура и Нормана Стинрода.
Несколько раз был приглашенным ученым в Институте перспективных исследований (1964–65, 1976–77, 2004).
После смены нескольких рабочих мест, он переехал в Брауновский университет в 1967 году и оставался там до 1987, когда он переехал в Пенсильванию.

## Признание
- В 2007 году была проведена встреча в честь его 70-летия в Варшаве в Польской академии наук.[3][4]
- В 2011 году Университет Колорадо присвоил ему звание почетного доктора.